# Sudety

Śnieżka – najwyższy szczyt Sudetów

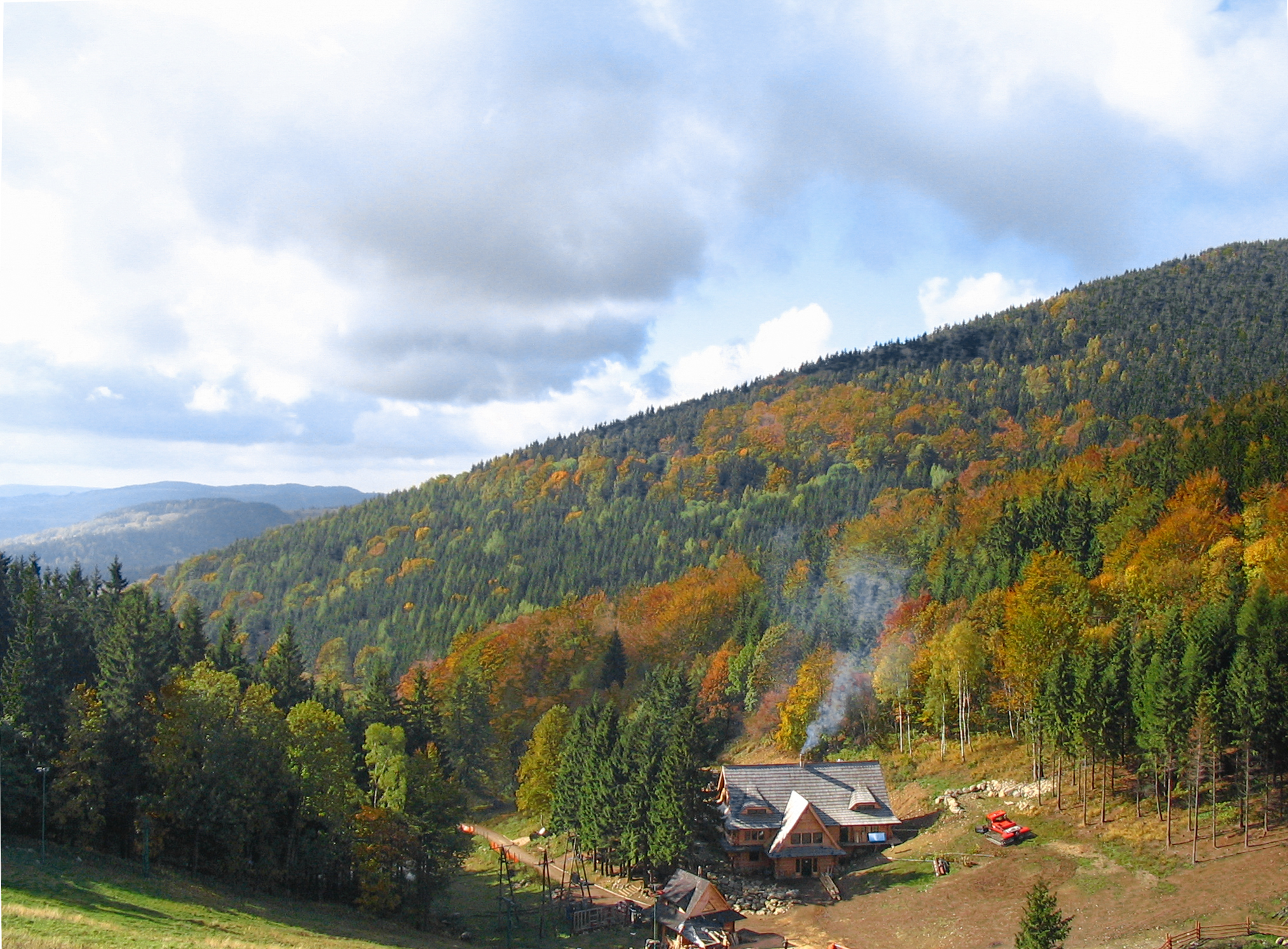
Widok z Zygmuntówki

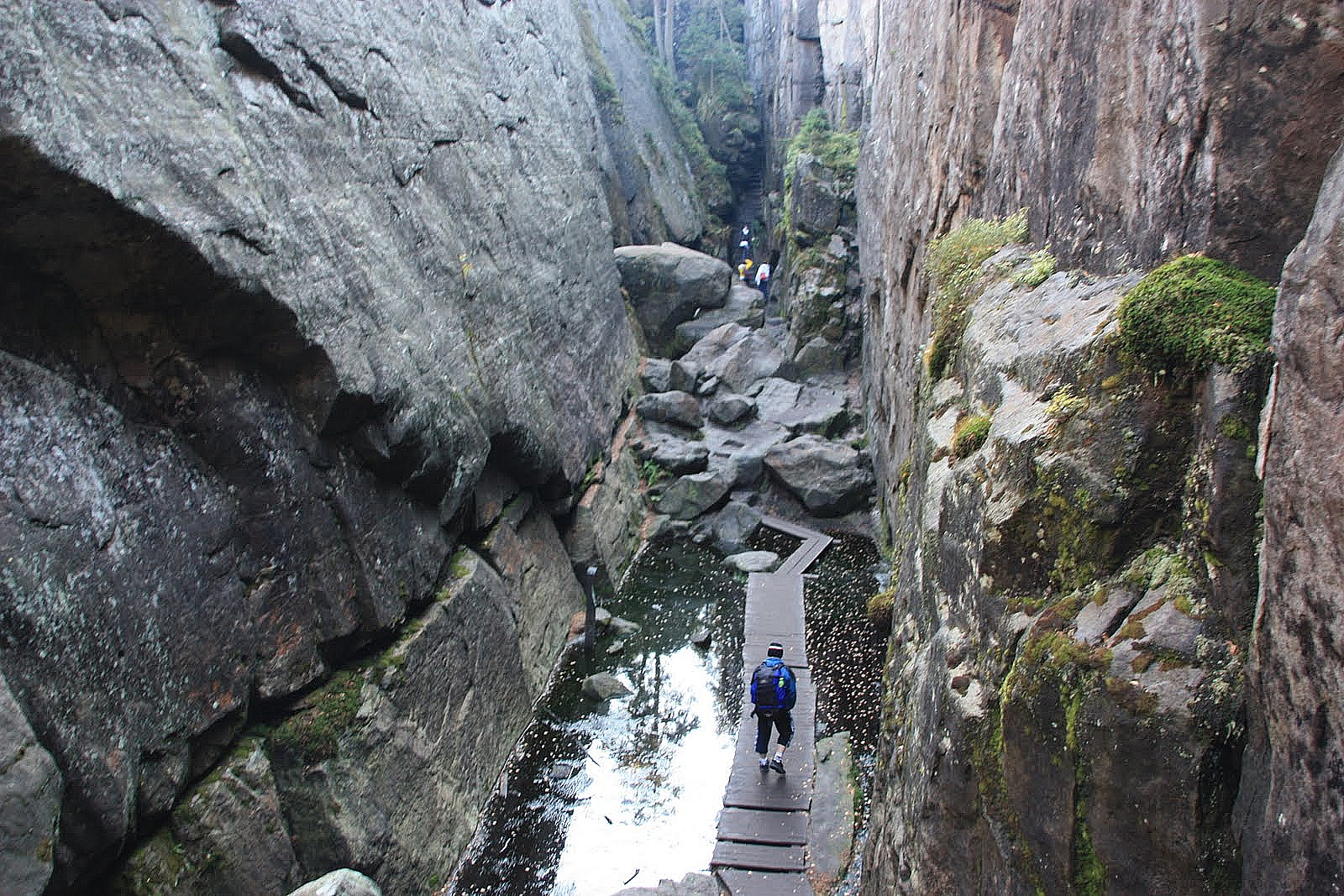
„Piekło” na Szczelińcu Wielkim w Górach Stołowych

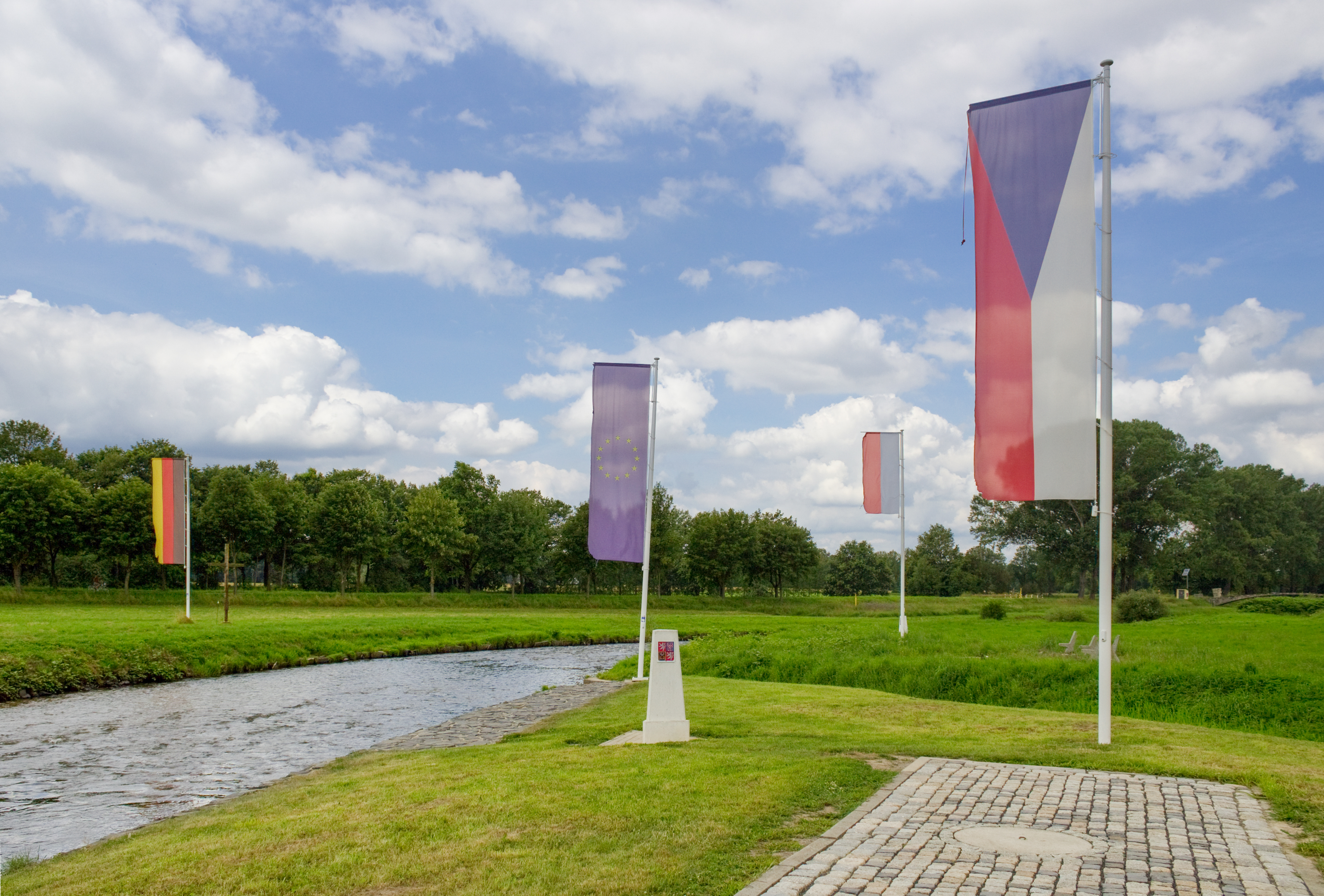
Trójstyk granic Niemiec, Czech i Polski w Kotlinie Żytawskiej

Sudety (332.2-6) – zrębowy łańcuch górski na obszarze południowo-zachodniej Polski i północnych Czech, stosunkowo niewielki skrawek znajduje się w Niemczech; najwyższy szczyt Śnieżka – 1603 m n.p.m.. Znajdują się w Pozaalpejskiej Europie Środkowej, są najwyższą częścią Masywu Czeskiego oraz najwyższymi górami Czech. Na południowym zachodzie graniczą z Płytą Północnoczeską, Podgórzem Rudawskim i Górami Połabskimi, na północnym zachodzie z Przedgórzem Północnozachodniołużyckim (niem. Westlausitzer Hügel- und Bergland), a na wschodzie Sudety od Karpat oddziela Brama Morawska, Kotlina Ostrawska i Płaskowyż Głubczycki. Od północnego wschodu obcięte są wyraźnym uskokiem – uskokiem sudeckim brzeżnym od Przedgórza Sudeckiego. Północna granica z Niziną Śląsko-Łużycką na linii Zgorzelec – Bolesławiec – Złotoryja jest umowna. Również południowa granica na obszarze Czech i Moraw jest dość zawikłana. Sudety są hercynidami.

## Nazwa
Nazwa Sudety pochodzi z II w. n.e. Po raz pierwszy użyto jej w Grecji (astronom Klaudiusz Ptolemeusz, autor Wstępu do geografii), umieszczając na mapie Germanii Wielkiej i Sarmacji. Zachodnią część tych gór Ptolemeusz nazwał grc. τὰ Σούδητα ὄρη, Soudeta ore (Geographia, Księga 2, Chapter 10), la. Suditi montes: „Suditi montes; sub quibus est Cabrita silva, inter quos in Sarmaticos monteis est saltus Hercynius”. W czasach późniejszych używana była nazwa Góry Czeskie.
Na temat pochodzenia nazwy „Sudety” nie ma wśród naukowców jednoznacznej opinii, większość opowiada się jednak za celtyckim jej pochodzeniem. Wyraz „Sudéta” posiada rdzeń „sud” oznaczający dzika oraz przyrostek „-éta” oznaczający las. Pierwotne znaczenie mogło więc brzmieć jako las dzików lub las dzikich świń.
Niektóre opracowania podają również źródła literackie nazwy. Po raz pierwszy nazwa Sudetów pojawiła się w 150 (lub 130) roku n.e. Geograf Klaudiusz Ptolemeusz na swojej mapie Europy środkowej zaznaczył „Sudéta óre” dla określenia rejonu Rudaw Janowickich i przyległych masywów górskich. Ten sam autor w swoim dziele Geographica Hyptegensis stosował nazwę „Sudéta Montés”. Ponieważ osadnictwo celtyckie (tzw. oppida) rozwijało się tu w II i I wieku p.n.e., można przyjąć, że nazwa Sudetów przetrwała do czasów Ptolemeusza wśród mieszkańców tych terenów.
Czesi określali ten region do 1979 r. jako Sudety lub Sudecki system (cz. Sudety, Sudetská soustava), a od tamtego czasu jako Karkonosko-jesionicką subprowincję (cz. Krkonošsko-jesenická subprovincie) lub Karkonosko-jesionicki system. Nazwa „Sudety” jest również używana, choć rzadko; przy tym posiada nieco negatywne konotacje z powodów historycznych (Kraj Sudetów w latach 1918–1945). Pojęcie „System Sudecki” w czasach współczesnych pojawiło się w podziale orograficznym Czechosłowacji z 1945 r. opracowanym przez prof. Hromádko oraz w publikacjach V. Häuflera, J. Korčáka i V. Krála z 1960 r. Po 1989 r. określa się ten region jako Karkonosko-jesionicka subprowincja, Sudecka subprowincja, subprowincja Sudety albo Sudety.
Niemcy niezmiennie nazywają ten rejon Sudeten. W roku 1613 śląski regionalista i historyk Mikołaj Henel z Prudnika wymienił łańcuch w swoim dziele o geografii Śląska pt. Silesiographia podając jego łacińską nazwę: Hercynia sylva.

## Podstawowy podział Sudetów
Sudety dzielą się na:
- najwyższe Sudety Zachodnie – najwyższy szczyt Śnieżka (cz. Sněžka, niem. Schneekoppe) 1603 m n.p.m. w Karkonoszach,
- Sudety Środkowe – najwyższy szczyt Wielka Desztna (cz. Velká Deštná, niem. Deschneyer Großkoppe) 1115 m n.p.m. w Górach Orlickich, a po polskiej stronie Orlica (cz. Vrchmezí niem. Hohe Menze) 1084 m n.p.m. również w Górach Orlickich,
- Sudety Wschodnie – najwyższy szczyt Pradziad (cz. Praděd, niem. Altvater) 1492 m n.p.m. w Jesionikach, a po polskiej stronie Śnieżnik (cz. Králický Sněžník, niem. Glatzer Schneeberg) 1426 m n.p.m. w Masywie Śnieżnika.

dodatkowo:
- Przedgórze Sudeckie przez niektórych autorów jest włączane w skład Sudetów, albo jako osobna jednostka, albo jako część Sudetów Środkowych.

Dokładniejszy podział znajduje się na końcu artykułu.

### Wysokie Sudety

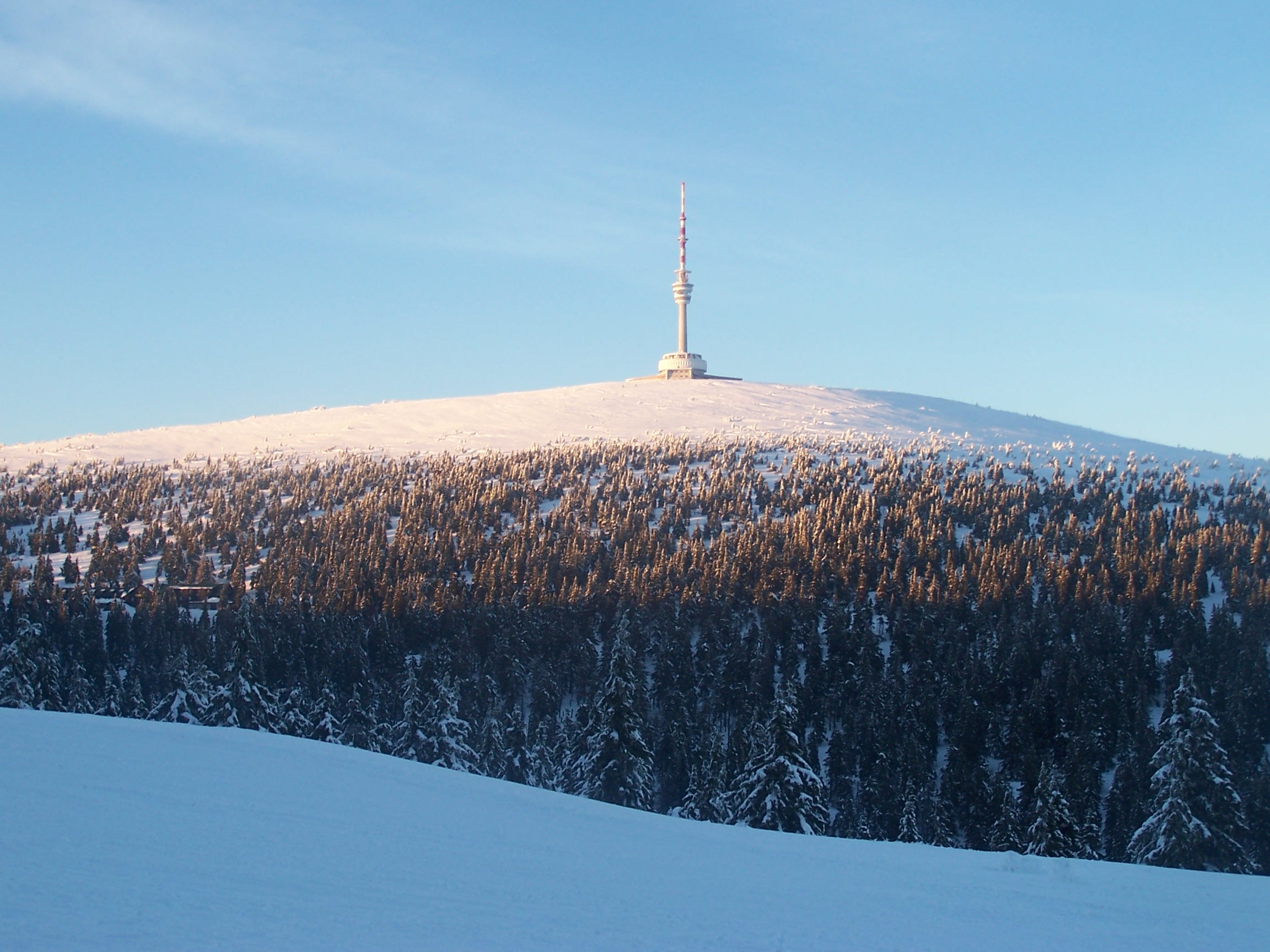
Pradziad

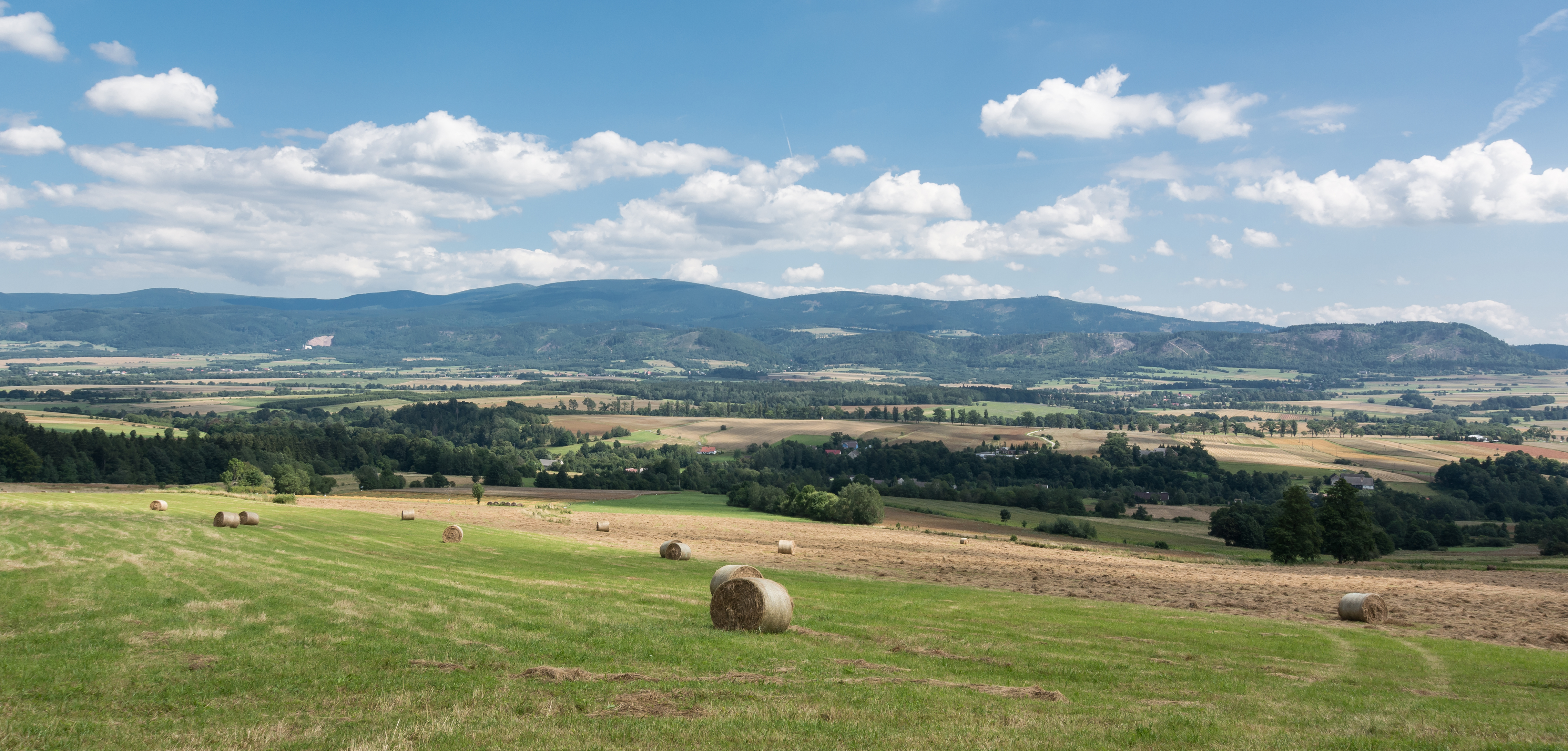
Masyw Śnieżnika

Określenie Wysokie Sudety (cz. Vysoké Sudety, niem. Hochsudeten) jest używane do wspólnego opisu trzech najwyższych pasm górskich w łańcuchu Sudetów, wznoszących się ponad górną granicę lasu (Karkonosze, Wysoki Jesionik, Masyw Śnieżnika).

#### Najwyższe szczyty Sudetów
- Śnieżka – 1603 m
- Łączna Góra – 1555 m
- Studzienna Góra – 1554 m
- Wielki Szyszak – 1509 m
- Pradziad – 1491 m
- Smogornia – 1491 m
- Łabski Szczyt – 1471 m
- Vysoká hole – 1465 m
- Petrovy kameny – 1446 m
- Mały Szyszak – 1439 m
- Kocioł – 1435 m
- Śnieżnik – 1425 m

## Geologia

### Budowa mozaikowa
Geolodzy dzielą cały masyw (blok sudecki) na Sudety Zachodnie i Sudety Wschodnie. Ich granica nie pokrywa się jednak z podziałem geograficznym, lecz przebiega na obszarze Czech, na wschód od Ziemi Kłodzkiej. Różnorodne skały (magmowe, metamorficzne i osadowe) różnego wieku, od prekambru do kenozoiku, budują niewielkie jednostki tektoniczne, pooddzielane uskokami, tworzące tzw. mozaikową budowę geologiczną. Obecnie są to typowe góry zrębowe – poszczególne jednostki są pooddzielane od siebie uskokami.
Obszar Przedgórza Sudeckiego należy do bloku przedsudeckiego, a w opracowaniach geotektonicznych jest włączany w obręb Sudetów.

### Jednostki tektoniczne
W obrębie Sudetów można wyróżnić następujące jednostki geologiczne: blok karkonosko-izerski, nieckę północnosudecką, metamorfik kaczawski, nieckę śródsudecką, depresję Świebodzic, blok sowiogórski, strukturę bardzką, masyw gabrowo-diabazowy Nowej Rudy, metamorfik kłodzki, metamorfik bystrzycko-orlicki, masyw kudowski, Rów Górnej Nysy, masyw kłodzko-złotostocki, metamorfik Lądka i Śnieżnika, strefę Starego Miasta. Na obszarze Czech występują: niecka podkarkonoska, kopuła Keprnika, kopuła Desny, masyw Żulowej, masyw Jesenika, masyw Sobotina, kulm wschodniosudecki (strefa morawsko-śląska). Większa część Sudetów zbudowana jest ze skał metamorficznych, w mniejszej ilości występują skały magmowe – głębinowe i wulkaniczne oraz skały osadowe.
Przedgórze Sudeckie i część Niziny Śląskiej obejmuje blok przedsudecki. Niektóre jednostki sudeckie obcięte uskokiem sudeckim brzeżnym przechodzą na obszar bloku przedsudeckiego. Są to: metamorfik kaczawski (strefa kaczawska), blok sowiogórski, kopuła Keprnika, Kopuła Desny, masyw Żulowej, kulm wschodniosudecki. Inne jednostki bloku przedsudeckiego, to: metamorfik środkowej Odry, metamorfik Płaskich Wzgórz, masyw granitowy Strzegom-Sobótka, masyw serpentynitowy Gogołów-Jordanów, masyw gabrowy Ślęży, masyw serpentynitowy Sobótki, masyw serpentynitowy Szklar, masyw serpentynitowy Braszowic, masyw gabrowy Brzeźnicy, lineament Niemczy (strefa Niemczy), metamorfik Wzgórz Niemczańskich, metamorfik Doboszowic, metamorfik Wzgórz Strzelińskich.

### Rozwój
Sudety zostały wypiętrzone podczas orogenezy hercyńskiej. Wtedy nastąpiła metamorfoza wcześniej powstałych skał osadowych i wulkanicznych oraz intruzje skał magmowych, głównie granitów. Następnie, przez około 200 mln lat, Sudety były niszczone przez czynniki zewnętrzne. W wyniku ich działania Sudety zostały niemal całkowicie zrównane, a następnie pokryte dość grubą warstwą osadów, zarówno lądowych, jak i morskich, głównie piaskowców. Gdyby nie kolejna orogeneza – alpejska – Sudetów w sensie orograficznym by nie było. Sztywne i grube warstwy skorupy ziemskiej nie zostały jednak sfałdowane, lecz potrzaskane na kilkanaście części, z których każda została wyniesiona na inną wysokość. Tak powstały góry zrębowe, natomiast obszar bloku przedsudeckiego nie został wydźwignięty i tworzy Przedgórze Sudeckie i Nizinę Śląską. W trzeciorzędzie, w okresie od 30–18 mln lat temu i od 5,5–3,8 mln lat temu, doszło też do licznych erupcji wulkanicznych na obszarze Sudetów i bloku przedsudeckiego. Najmłodsze skały wulkaniczne (3,7–0,8 mln lat) są w Niskim Jesioniku. Wulkanizm został wywołany ryftem Ochrzy (ang. Eger rift), którego NE koniec znajduje się na Dolnym Śląsku. Ryft ten jest częścią środkowoeuropejskiej prowincji bazaltowej.

### Surowce mineralne
Liczne surowce mineralne: węgiel kamienny, antracyt i węgiel brunatny, surowce skalne (granity, granodioryty, sjenity, gabra, diabazy, bazalty, porfiry, melafiry, marmury, marmury dolomityczne, wapienie, piaskowce, gnejsy, łupki łyszczykowe, amfibolity, zieleńce, kruszywa naturalne), baryt, fluoryt, rudy metali (żelaza, miedzi, srebra, arsenu, cyny, kobaltu, niklu, uranu), złoto rodzime, kamienie półszlachetne itp.

## Rzeźba terenu
Uwarunkowana zróżnicowaną budową i długą przeszłością geologiczną oraz zmiennymi warunkami klimatycznymi w czasie geologicznym. Występują różne typy krajobrazów i form terenu (rozległe masywy górskie – wydłużone albo o kształcie rozrogu, góry płytowe, kopulaste wzniesienia, stożki, strome ściany skalne, urwiska, skałki, rozległe kotliny śródgórskie). Większość pasm sudeckich ma rozciągłość północny zachód – południowy wschód. Doliny rzeczne o zmiennym przebiegu, miejscami szerokie, o płaskim dnie, w innych miejscach wąskie, o stromych zboczach, przełomowe.
Przedgórze Sudeckie oddzielone od Sudetów i Pogórza Zachodniosudeckiego wyraźną krawędzią sudecką – sudeckim uskokiem brzeżnym. Jest to teren łagodnie pofalowany, z różnej wysokości pagórkami, zajęty pod uprawy rolne i z rzadka porośnięty drzewami i krzewami.

## Klimat
Klimat Sudetów kształtowany jest przez morskie masy powietrza, w samych górach jest typowo górski – chłodny i wilgotny, natomiast na pogórzu – ciepły i wilgotny. Występują tu typowe piętra klimatyczne. W latach 1966–2007 średnia roczna temperatura powietrza w profilu pionowym Sudetów i ich przedpola wynosiła od 8,9 °C (Legnica) do 0,7 °C (Śnieżka). Pionowy gradient rocznej temperatury powietrza określony na podstawie danych z 11 stacji z obszaru Sudetów wynosi 0,56 °C/100 m.

## Wody

### Zlewiska
Rzeki Sudetów należą do zlewisk trzech mórz:
- Morza Bałtyckiego – dorzecze Odry,
- Morza Północnego – dorzecze Łaby,
- Morza Czarnego – dorzecze Dunaju.

W związku z tym przez Sudety biegnie europejski dział wód, a w Masywie Śnieżnika – na Trójmorskim Wierchu (cz. Klepáč, niem. Klappersteine) znajduje się miejsce zbiegu trzech zlewisk.

### Główne rzeki
Najważniejsze rzeki wypływające z Sudetów: Łaba, Odra i Morawa. Sudeckimi dopływami Łaby są Izera, Úpa, Metuje, Orlica (cz. Orlice). Dopływami Odry – Opava z Opavicą, Osobłoga z Prudnikiem, Nysa Kłodzka ze Ścinawką, Białą Lądecką, dwoma Bystrzycami (Dusznicką i Łomnicką) i Białą Głuchołaską, Bystrzyca, Kaczawa z Nysą Szaloną, Bóbr z Kwisą, Kamienną i Łomnicą, Nysa Łużycka. Dopływy Morawy, to Moravská Sázava, Mírovka, Třebůvka, Valová, Haná, Dyje, Krupá, Branná, Desná, Oskava.
Zmienne stany wód w ciągu roku.

### Wodospady

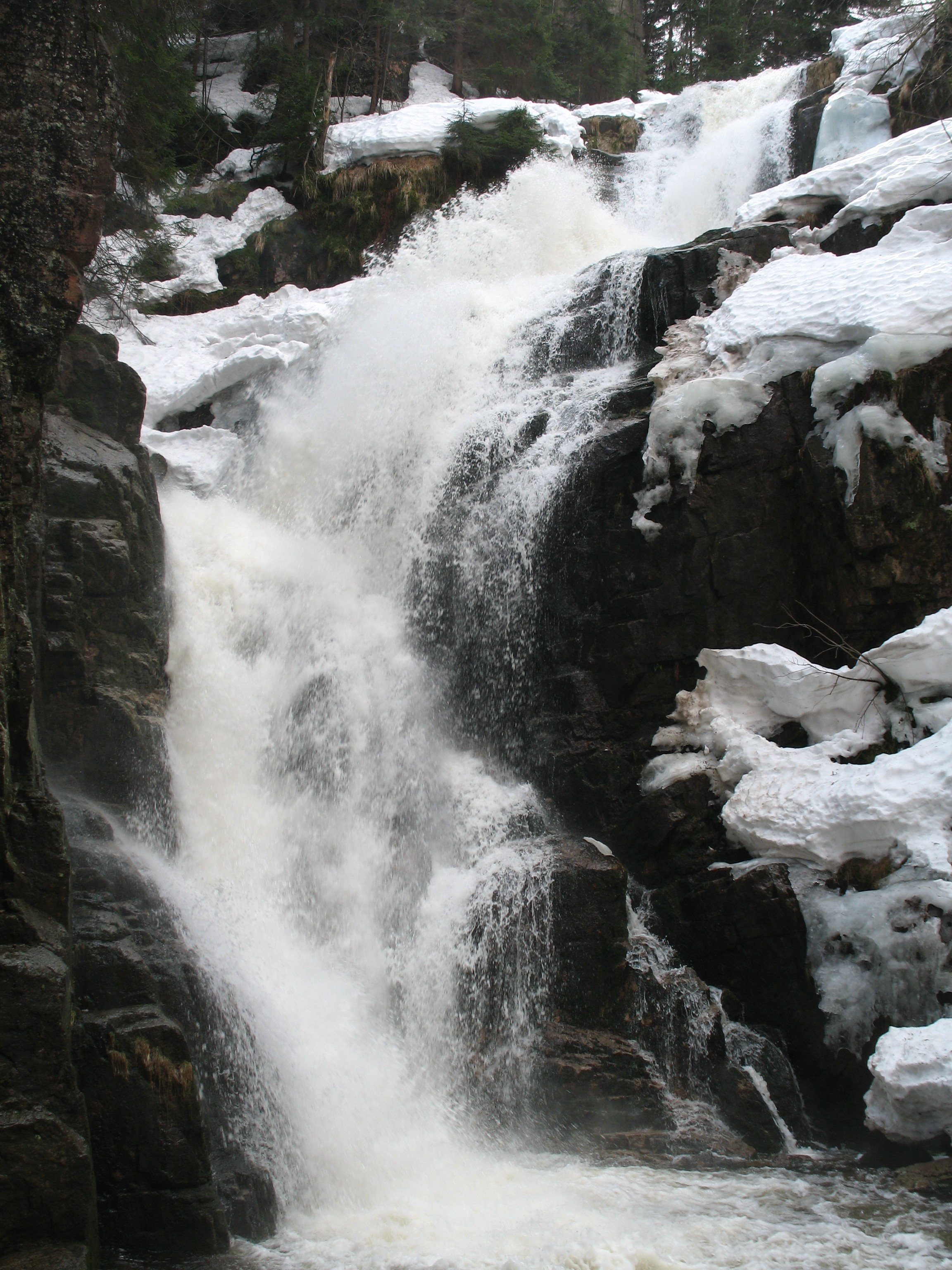
Wodospad Kamieńczyka

W miejscach stykania się skał o różnej odporności powstały wodospady. Do najbardziej znanych należą: Wodospad Kamieńczyka, Wodospad Szklarki, Wodospad Podgórnej i Wodospad Łomniczki w Karkonoszach, Wodospad Wilczki w Masywie Śnieżnika, a po stronie czeskiej wodospady Łaby, Panczavy, Mumlavski vodopad w Karkonoszach, Nyznerovske vodopady w Górach Złotych, wodospady Bile Opavy i Białej w Hrubým Jeseniku.

### Jeziora

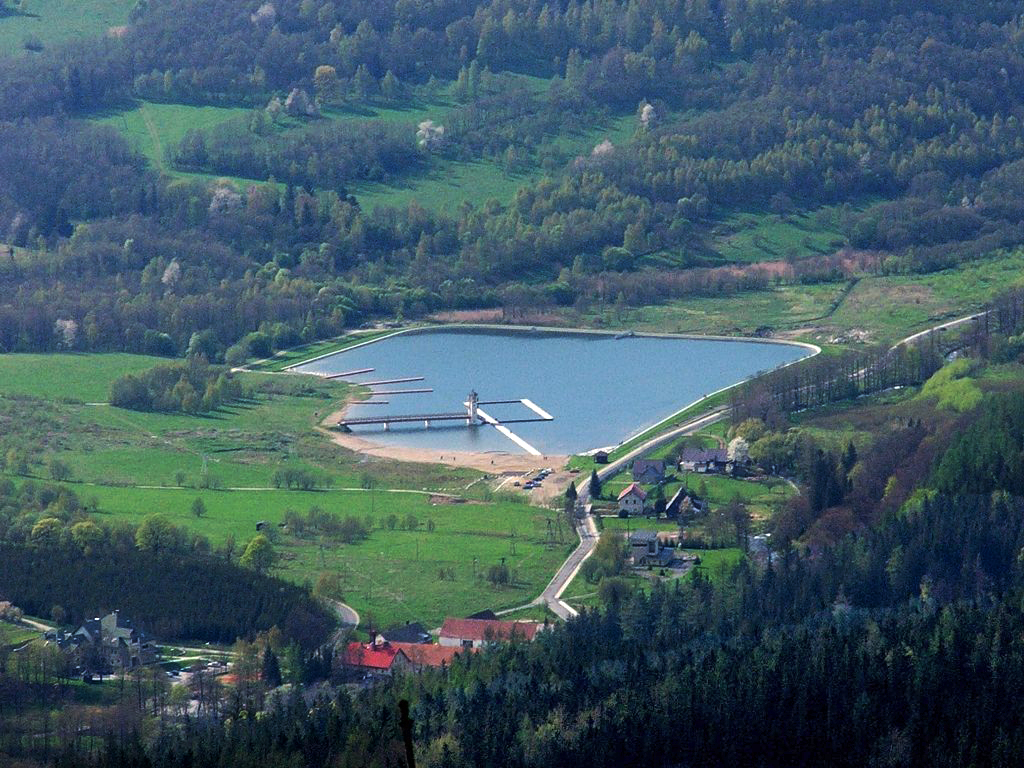
Zalew w Starej Morawie

Naturalne zbiorniki wód stojących są bardzo nieliczne, występują jedynie w Karkonoszach. Są to jeziora polodowcowe – głównie karowe i podrzędnie morenowe.
Nieliczne są sztuczne zbiorniki zaporowe. Na ziemiach polskich są to: Jezioro Witka na Witce, Jezioro Złotnickie i Jezioro Leśniańskie na Kwisie, Jezioro Bukowskie, Jezioro Modre, Jezioro Wrzeszczyńskie i Jezioro Pilchowickie na Bobrze, Zbiornik Sosnówka (gromadzi wody potoków Sośniak i Czerwonka) oraz Jezioro Bystrzyckie (Jezioro Lubachowskie) na Bystrzycy. Są to głównie zbiorniki retencyjne oraz służące do produkcji energii elektrycznej. Dla celów ochrony przeciwpowodziowej wybudowano kilka suchych zbiorników: na Kaczawie między Kaczorowem a Wojcieszowem, na Wilczce poniżej Międzygórza i na Morawce powyżej Stronia Śląskiego.

### Wody podziemne
Do zaopatrzenia ludności wykorzystuje się wody podziemne z osadów czwartorzędowych, rzadziej wody szczelinowe ze skał starszych. W wielu miejscach występują źródła mineralne o różnym składzie, rzadziej słabo termalne. Ważniejsze to: Czerniawa-Zdrój, Świeradów-Zdrój, Cieplice-Zdrój, Wojcieszów, Szczawno-Zdrój, Jedlina-Zdrój, Kudowa-Zdrój, Duszniki-Zdrój, Polanica-Zdrój, Gorzanów, Długopole-Zdrój, Lądek-Zdrój oraz niewykorzystane w Bolkowie i Jerzmanicach-Zdroju.

## Gleby
W Sudetach przeważają gleby górskie, brunatne i bielice. Na Przedgórzu – czarnoziemy, brunatne i płowe. W Sudetach występują głównie gleby brunatnoziemne (brunatne właściwe i wyługowane oraz w mniejszych ilościach płowe), lokalnie rędziny wykształcone na skałach wapiennych, w dość znacznym stopniu wzdłuż granicy polsko-czeskiej występują gleby inicjalne i słabo wykształcone (skaliste i kwarcowo-krzemieniowe) oraz gleby napływowe, czyli mady rzeczne wzdłuż: Nysy Łużyckiej, Nysy Kłodzkiej, Odry, Kwisy, Kaczawy oraz Bobru. Na znacznym obszarze w kotlinach Sudetów występują również lessy i utwory lessopodobne (lessopochodne).

## Flora

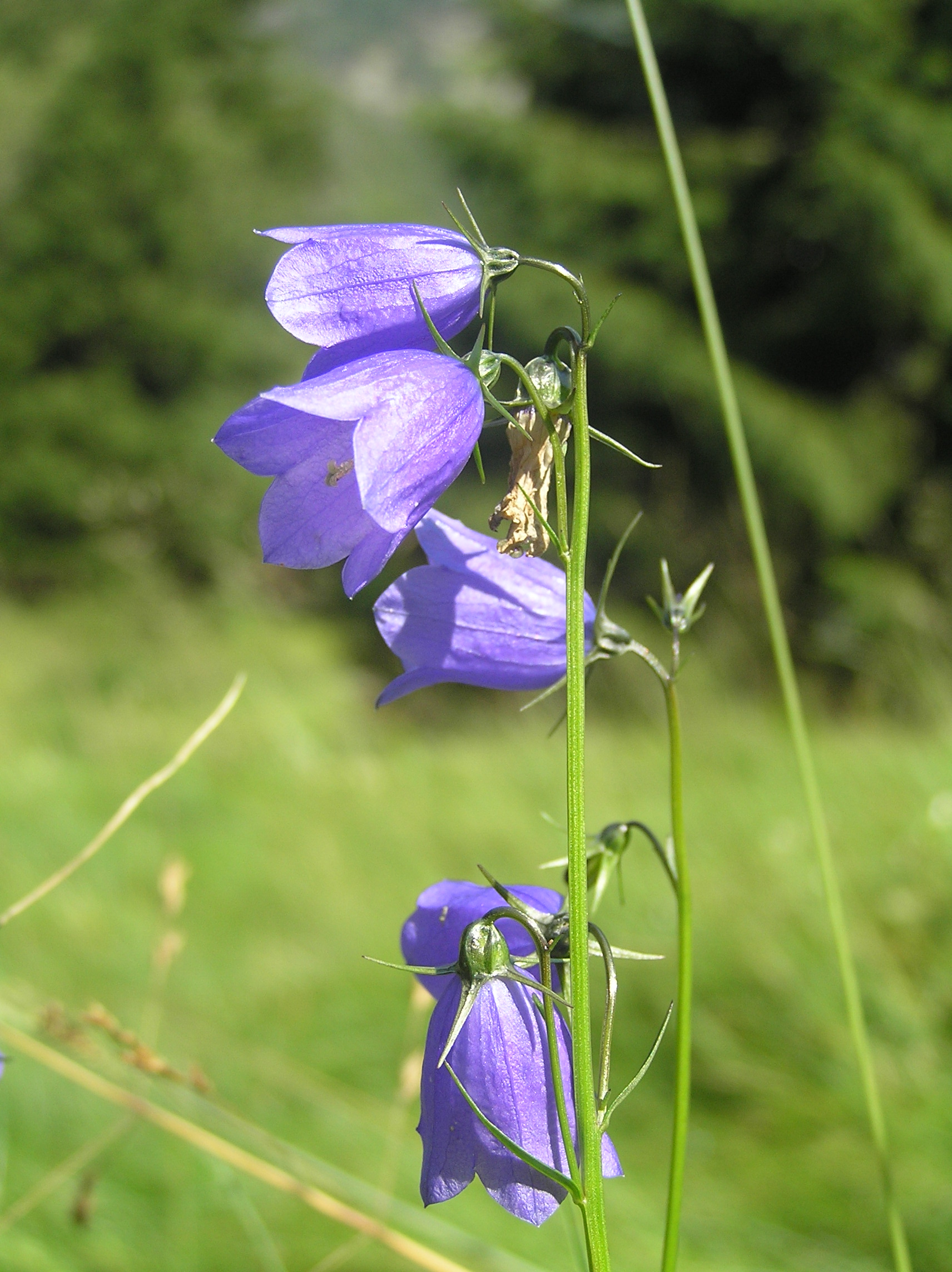
Dzwonek karkonoski

Występuje typowa piętrowość roślinna (regiel dolny i górny, kosodrzewina (na stanowiskach naturalnych występuje wyłącznie w najwyższych częściach Karkonoszy) i hale). Stosunkowo często występują torfowiska (Góry Izerskie, Karkonosze, Góry Stołowe, Góry Orlickie, Góry Bystrzyckie, Masyw Śnieżnika, Jesioniki). Obecnie są tu przeważnie sztuczne zbiorowiska roślinne. Duże powierzchnie zajmują monokultury świerkowe. W wielu miejscach zachowały się reliktowe dolnoreglowe lasy bukowe.
Znaczna część roślinności nie odbiega od tej z Niżu Polskiego. Im wyżej, tym więcej jest gatunków górskich i arktycznych. Najwięcej endemitów występuje w Karkonoszach.

## Fauna

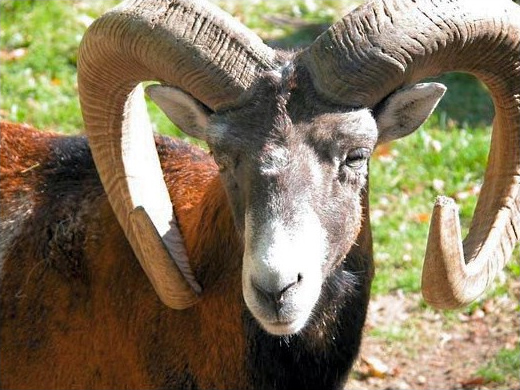
Muflon – gatunek introdukowany w Sudetach

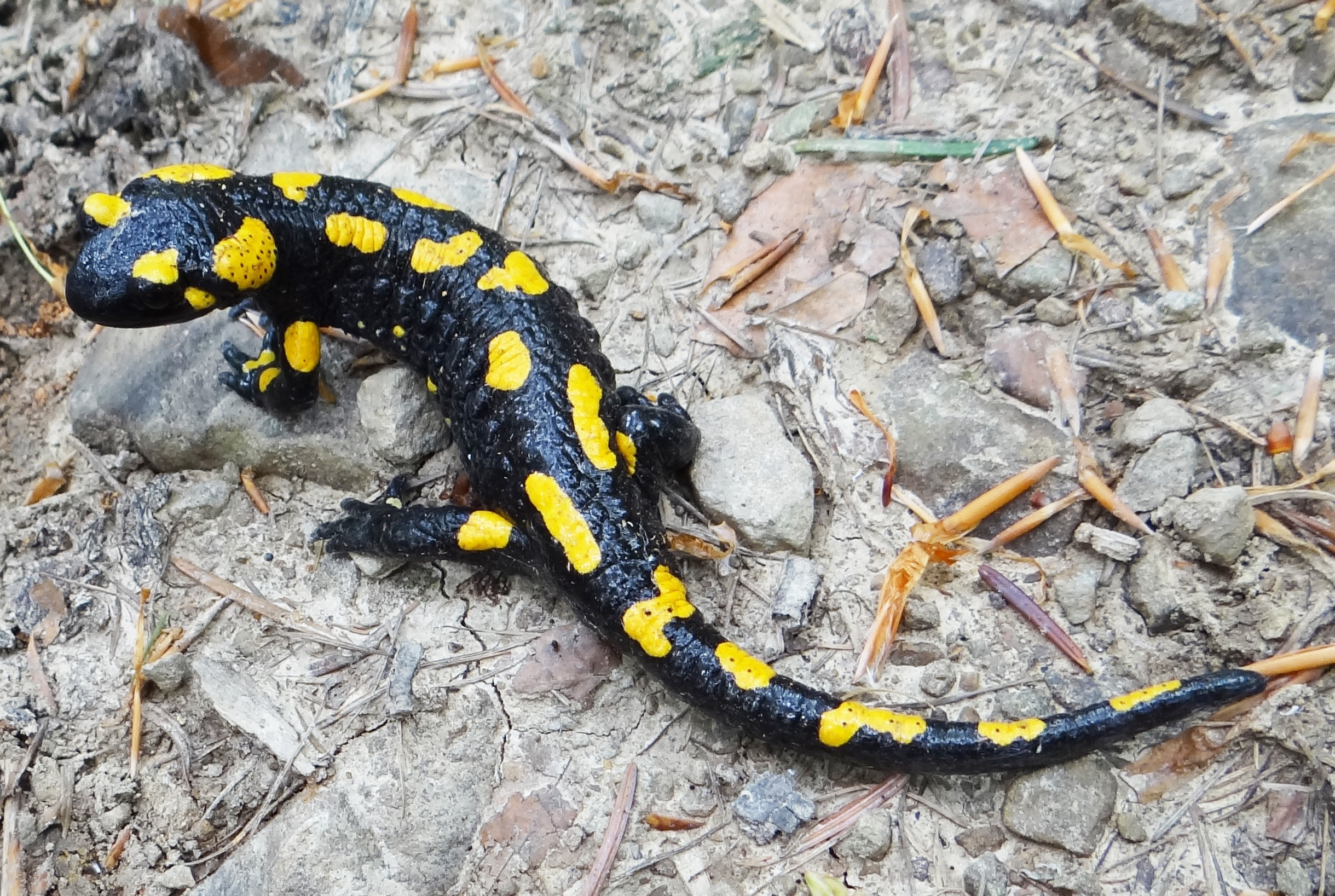
Salamandra plamista

Świat zwierzęcy Sudetów uległ w czasach nowożytnych dużym przeobrażeniom, głównie przez działania człowieka. Wiele gatunków, zwłaszcza dużych zostało wytępionych. W średniowiecznych kronikach widnieją zapisy o licznie występujących w Sudetach łosiach. W XVII i XVIII wieku wybito niedźwiedzie, wilki, rysie, żbiki. W XIX wieku zniknęły orły przednie. Świat zwierzęcy Sudetów jest jednak nadal bogaty, a niektóre wytępione gatunki powracają. Aktualnie występują m.in.:
ssaki: jeleniowate, łasicowate, zającowate, jeżowate, nietoperze, dzik, lis rudy, łasica pospolita, wiewiórka pospolita, borsuk europejski, kuna domowa, kuna leśna, gronostaj europejski, rzęsorek rzeczek, rzęsorek mniejszy, wydra europejska, norka europejska, tchórz zwyczajny, mysz polna, mysz zaroślowa, mysz leśna, popielica szara, orzesznica leszczynowa, kret europejski, koszatka leśna oraz introdukowany w Polsce muflon śródziemnomorski i ponownie wilk szary (Karkonosze, Góry Wałbrzyskie, Góry Kamienne, Góry Stołowe).
płazy: salamandra plamista, traszka górska, żaba trawna, żaba wodna.
gady: żmija zygzakowata, zaskroniec zwyczajny, gniewosz plamisty, padalec zwyczajny, jaszczurka zwinka, jaszczurka żyworodna.
ptaki: bażant, cietrzew, głuszec, kuropatwa, słowik rdzawy, świstunka, rudzik zwyczajny, sójka zwyczajna, drozd śpiewak, orzechówka zwyczajna, pliszka górska, pliszka siwa, pliszka żółta, zięba zwyczajna, strzyżyk zwyczajny, mysikrólik zwyczajny, siwerniak, świergotek drzewny, sikorka, dzięcioł, kruk zwyczajny, puchacz zwyczajny, puszczyk zwyczajny, myszołów, krogulec zwyczajny, kania ruda, jastrząb zwyczajny oraz ponownie bielik.
owady: szerszeń europejski, trzmiel, tęcznik, paź królowej, paź żeglarz, rusałka żałobnik, biegaczowate.
pajęczaki: pająk krzyżak, tygrzyk paskowany, kolczak zbrojny.
ryby: pstrąg potokowy
mięczaki: ślinik wielki, ślinik mały, ślimak winniczek, świdrzyk śląski, świdrzyk ozdobny, różne gatunki pomrowcowatych, być może ponownie występuje perłoródka rzeczna.
Endemity:
- jętka Rhitrogena corcontica
- motyl Torula quadrifaria sudetica
- ślimak cochlodina dubiosa corcontica

## Przemysł

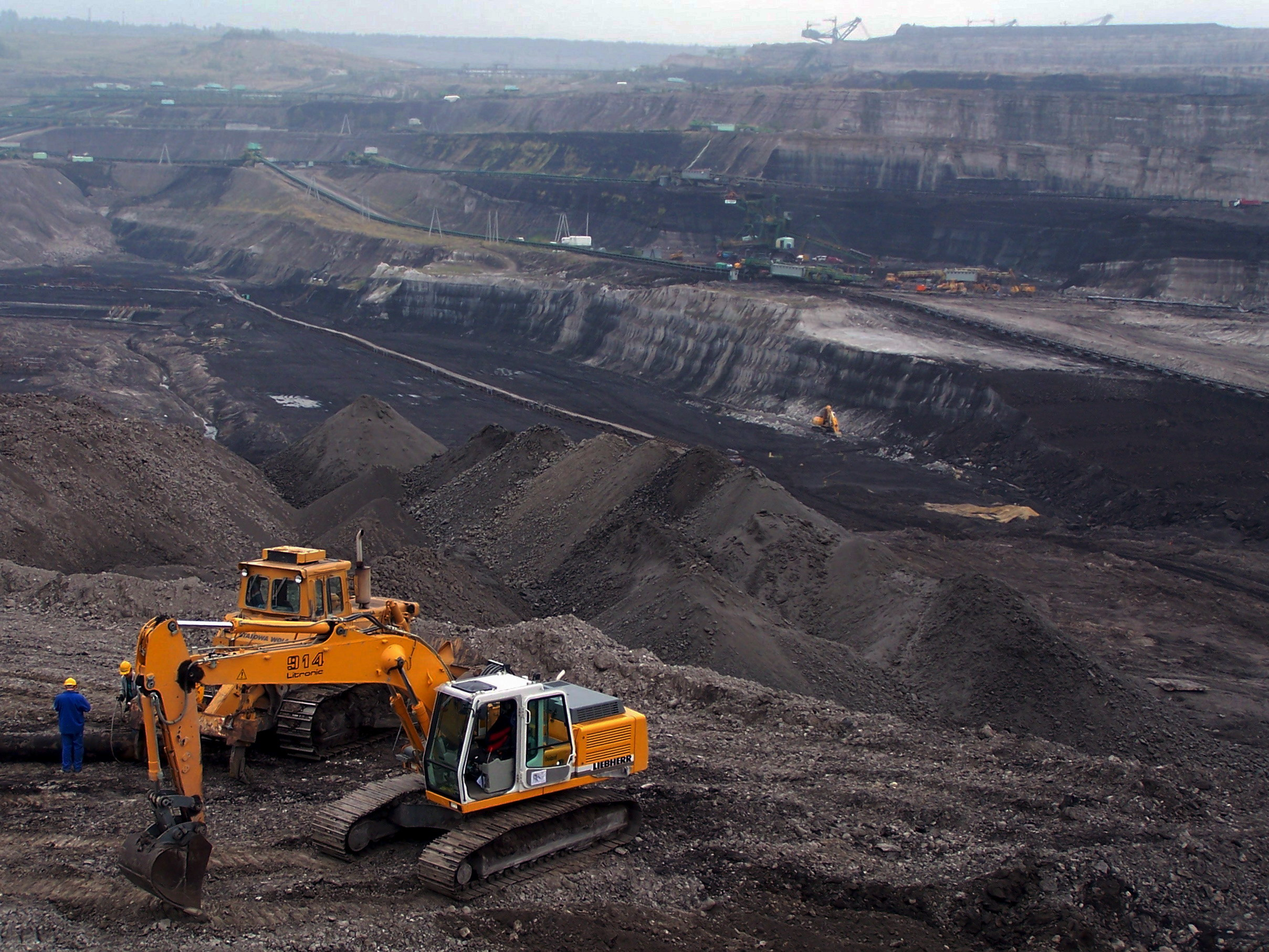
Kopalnia Węgla Brunatnego „Turów”

Silnie rozwinięty i zróżnicowany. Dominuje przemysł wydobywczy węgla brunatnego oraz surowców skalnych, energetyka, przemysł przetwórczy, hutniczy, szklarski, włókienniczy, odzieżowy oraz środków transportu i chemiczny. Dawniej górnictwo węgla kamiennego, barytu, fluorytu, uranu, miedzi, a w czasach historycznych złota, srebra, żelaza, arsenu i in. W związku z tym w wielu miejscach napotkać można czynne, a jeszcze częściej opuszczone kamieniołomy, hałdy oraz pozostałości sztolni, szybów.

## Ochrona przyrody
Sudety chronione są poprzez utworzenie w nich parków narodowych, krajobrazowych, rezerwatów oraz obszarów chronionego krajobrazu i obszarów Natura 2000.
- Parki Narodowe:
  - Karkonoski Park Narodowy – należy do sieci Rezerwatów Biosfery UNESCO
  - Park Narodowy Gór Stołowych
- Parki Krajobrazowe:
  - Ślężański Park Krajobrazowy
  - Śnieżnicki Park Krajobrazowy
  - Rudawski Park Krajobrazowy
  - Park Krajobrazowy Góry Opawskie
  - Park Krajobrazowy Chełmy
  - Park Krajobrazowy Doliny Bobru
  - Park Krajobrazowy Gór Sowich
  - Park Krajobrazowy Sudetów Wałbrzyskich
  - Książański Park Krajobrazowy

## Turystyka

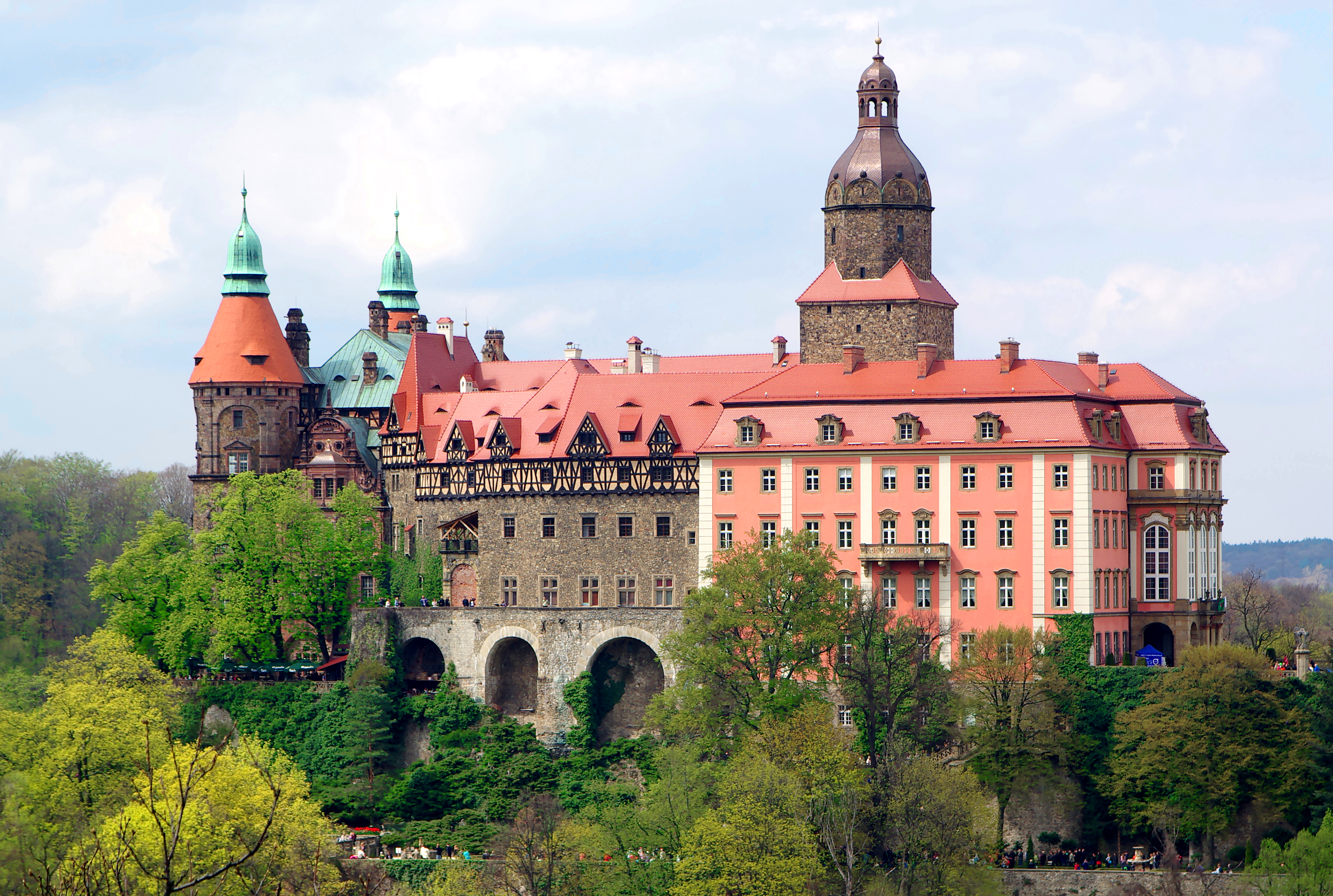
Zamek Książ

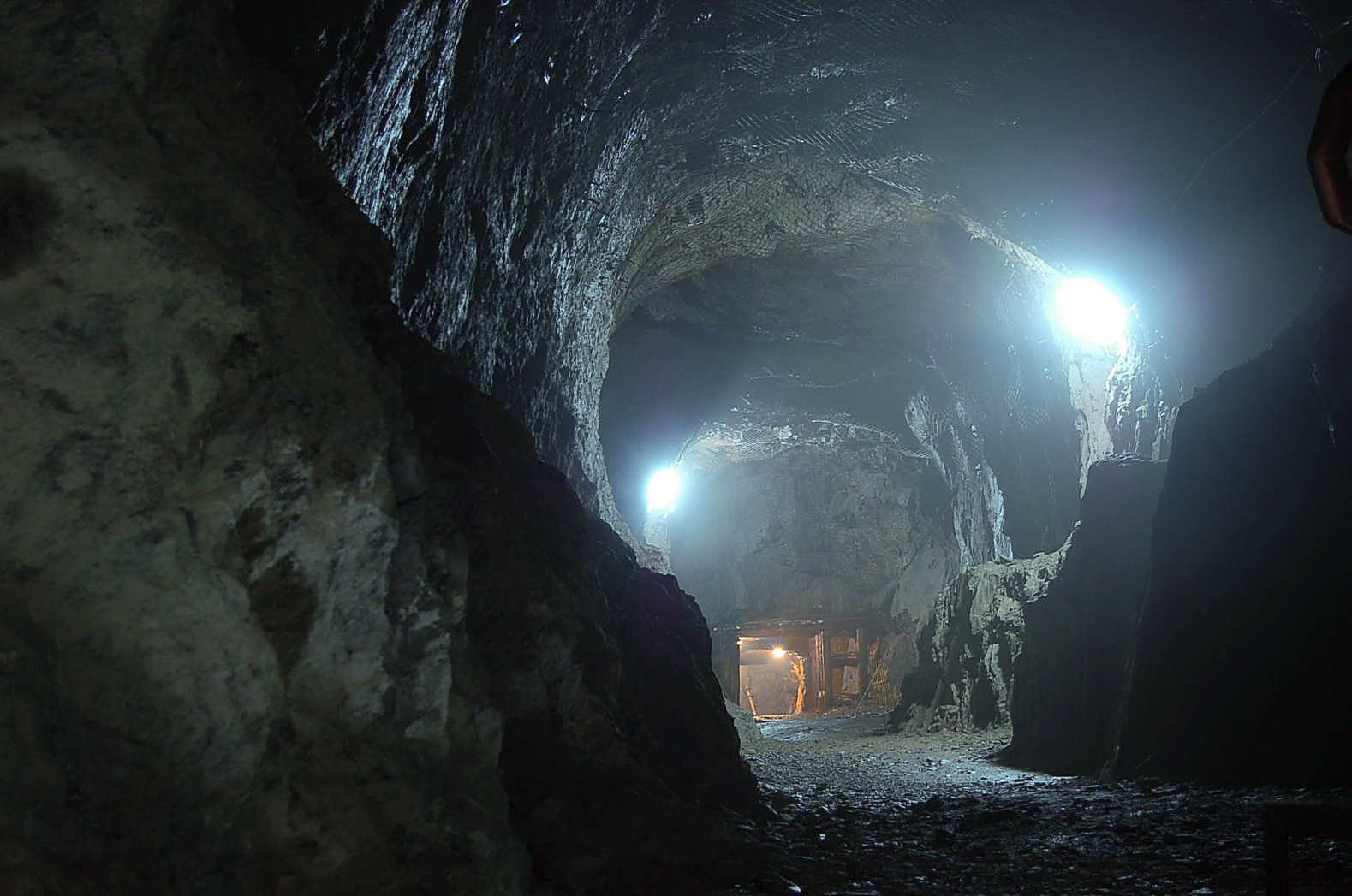
Riese – sztolnia w Osówce

Baza turystyczna została znacznie zdewastowana po 1945 roku. Z działających w Rzeszy Niemieckiej kilkuset schronisk pozostało do dzisiaj około 15%. Ze względu na korzystne walory przyrodnicze i historii kulturowej baza turystyczna jest ponownie rozwijana. Główne regiony: Karkonosze, ziemia kłodzka, Wysoki Jesionik. W tych trzech rejonach koncentruje się większość bazy noclegowej, są też głównymi centrami sportów zimowych. Pojedyncze schroniska, wyciągi narciarskie, a po czeskiej stronie liczne wieże widokowe rozrzucone są również w innych pasmach. Sieć szlaków turystycznych jest dobrze rozwinięta, najwięcej szlaków jest w trzech ww. rejonach. W XXI wieku powstało sporo szlaków rowerowych oraz nieliczne trasy do narciarstwa biegowego.
Jedną z dużych atrakcji turystycznych są sztolnie kompleksu Riese. Licznie odwiedzane są także Góry Stołowe oraz Jaskinia Niedźwiedzia. Inne turystyczne miejsca to m.in. Kaplica Czaszek w Kudowie-Zdroju, Kopalnia Węgla Kamiennego Nowa Ruda, Muzeum Górnictwa i Hutnictwa Złota w Złotym Stoku, Muzeum Papiernictwa w Dusznikach-Zdroju, Muzeum Przemysłu i Techniki w Wałbrzychu, Opactwo Cystersów w Krzeszowie, Sokołowsko, Świątynia Wang, Wambierzyce.
Miłośnikom dawnych fortyfikacji region ten kojarzy się przede wszystkim z późnośredniowiecznymi zamkami, spośród których do najbardziej znanych należą Bolków, Bolczów, Niesytno, Chojnik, Grodno w Zagórzu Śląskim i największy z nich zamek Książ, oraz z osiemnastowiecznymi pruskimi twierdzami fryderycjańskimi (m.in. Kłodzko, Srebrna Góra, Nysa oraz Świdnica i Paczków). Znacznie mniej popularne, jednak równie istotne są starsze od tych obiektów pradziejowe i wczesnośredniowieczne grodziska plemienne. W polskiej części Sudetów zachowało się ich blisko trzysta.
Turystów przyciąga także Park Kulturowy Kotliny Jeleniogórskiej.

### Schroniska

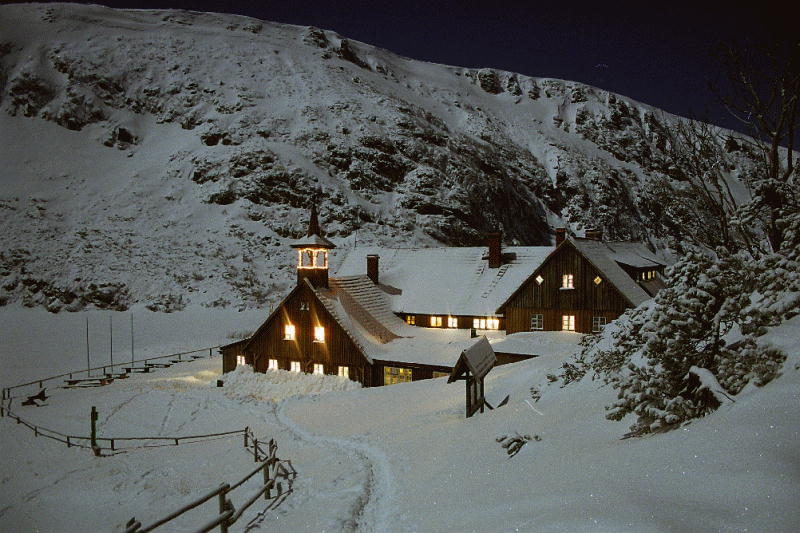
Schronisko PTTK „Samotnia”

## Podział Sudetów (łącznie z przedgórzem)

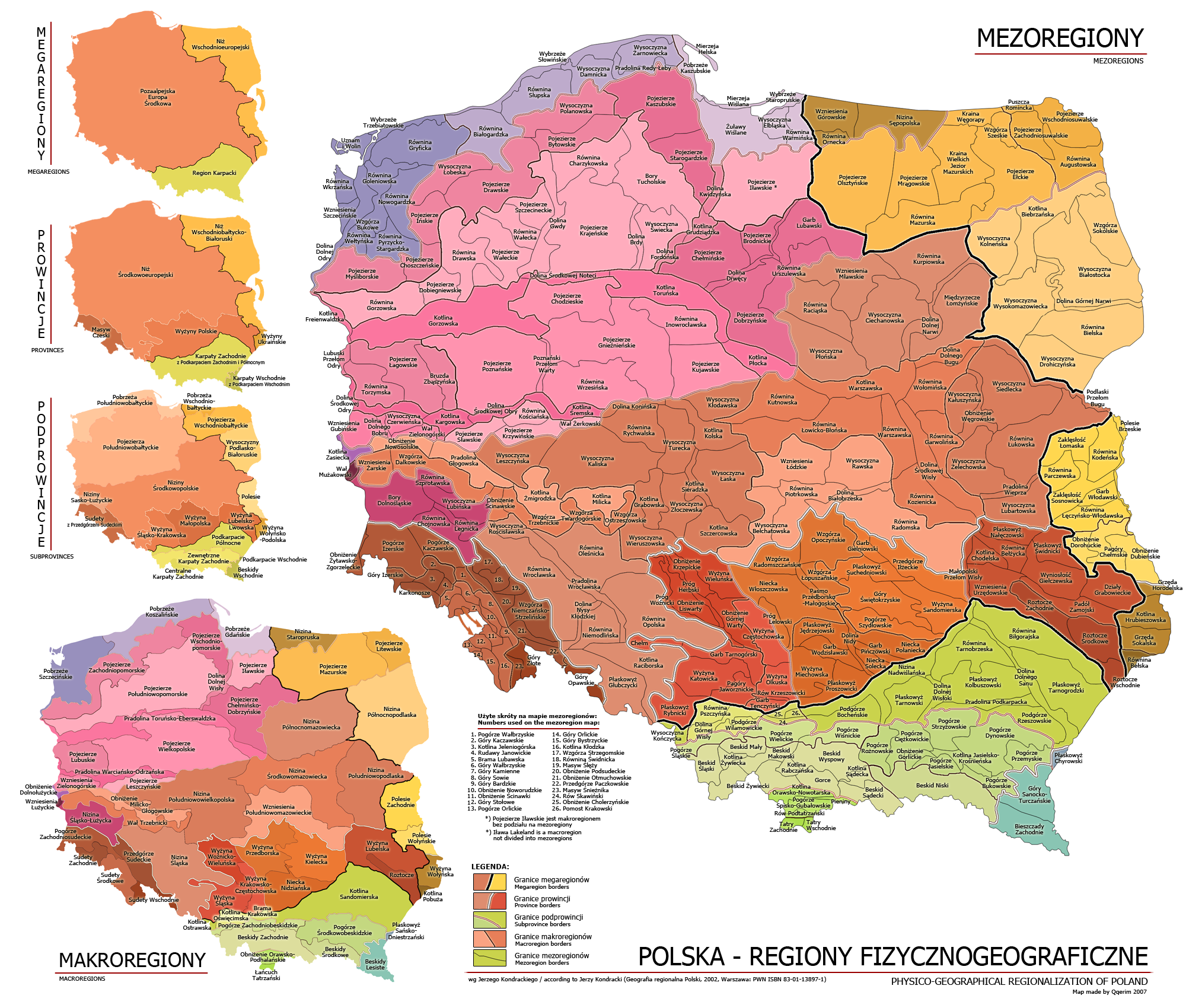
Mapa regionów fizycznogeograficznych Polski z 5 Makroregionami Sudetów (przed zmianami z 2018 r.)

Podział fizycznogeograficzny polskiej części Sudetów według Kondrackiego

Tradycyjny podział Sudetów

- Przedgórze Sudeckie (cz. Krkonošsko-jesenické podhůří, Sudetské podhůří) (332.1)
  - Wzgórza Strzegomskie (niem. Striegauer Berge) (332.11)
  - Równina Świdnicka (332.12)
  - Masyw Ślęży (niem. Zobtengebirge) (332.13)
  - Wzgórza Niemczańsko-Strzelińskie (332.14)
  - Obniżenie Podsudeckie (332.15)
  - Obniżenie Otmuchowskie (cz. Vidnavská nížina, niem. Weidenauer Tiefland) (332.16)
  - Przedgórze Paczkowskie (cz. Žulovská pahorkatina, niem. Weidenauer Hügelland) (332.17)
- Pogórze Zachodniosudeckie (332.2)
  - Pogórze Zachodniołużyckie (niem. Westlausitzer Vorberge, w Niemczech)
  - Płaskowyż Budziszyński (niem. Lausitzer Gefilde, w Niemczech)
  - Pogórze Wschodniołużyckie (niem. Ostlausitzer Vorberge, w Niemczech)
  - Obniżenie Żytawsko-Zgorzeleckie (cz. Žitavská pánev, niem. Östliche Oberlausitz) (332.25)
  - Pogórze Izerskie (cz. Frýdlantská pahorkatina, niem. Isergebirgs-Vorland) (332.26)
  - Pogórze Kaczawskie (cz. Kačavské podhůří, niem. Bober-Katzbach-Vorgebirge) (332.27)
  - Pogórze Wałbrzyskie (niem. Waldenburger Bergland) (332.28)
- Sudety Zachodnie (cz. Krkonošská oblast, Západní Sudety, Západosudetská oblast) (332.3)
  - Góry Łużyckie (Góry Żytawskie, niem. Lausitzer Gebirge, Zittauer Gebirge, cz. Lužické hory, na pograniczu czesko-niemieckim)
  - Grzbiet Jesztedzki (cz. Ještědsko-kozákovský hřbet, niem. Jeschken-Kosakow-Kamm, w Czechach)
  - Kotlina Liberecka (cz. Liberecká kotlina, Žitavská pánev, w Czechach)
  - Góry Izerskie (cz. Jizerské hory, niem. Isergebirge) (332.34)
  - Góry Kaczawskie (cz. Kačavské hory, niem. Bober-Katzbach-Gebirge) (332.35)
  - Kotlina Jeleniogórska (niem. Hirschberger Kessel) (332.36)
  - Karkonosze (cz. Krkonoše, niem. Riesengebirge) (332.37)
  - Rudawy Janowickie (niem. Landeshuter Kamm) (332.38)
  - Podgórze Karkonoskie (cz. Krkonošské podhůří, niem. Riesengebirgs-Vorland, w Czechach) (332.39)
- Sudety Środkowe (cz. Orlická oblast, Střední Sudety, Středosudetská oblast) (332.4)
  - Brama Lubawska (niem. Liebauer Tor) (332.41)
  - Góry Wałbrzyskie (niem. Waldenburger Bergland) (332.42)
  - Góry Kamienne (cz. Vraní hory, Javoří hory – części Gór Kamiennych, niem. Waldenburger Bergland) (332.43)
  - Góry Sowie (niem. Eulengebirge) (332.44)
  - Góry Bardzkie (niem. Warthagebirge) (332.45)
  - Obniżenie Nowej Rudy (niem. Neuroder Senke) (332.46)
  - Obniżenie Ścinawki (niem. Steinetal) (332.47)
  - Góry Stołowe (cz. Broumovská vrchovina, niem. Heuscheuergebirge) (332.48)
  - Pogórze Orlickie (cz. Podorlická pahorkatina) (332.51)
  - Góry Orlickie (cz. Orlické hory, niem. Adlergebirge) (332.52)
  - Góry Bystrzyckie (cz. Bystřické hory, niem. Habelschwerdter Gebirge) (332.53)
  - Kotlina Kłodzka (332.54) (cz. Kladská kotlina, niem. Glatzer Kessel)
- Sudety Wschodnie (cz. Jesenická oblast, Východní Sudety, Východosudetská oblast) (332.6)
  - Góry Złote (332.61) (cz. Rychlebské hory, niem. Reichensteine Gebirge)
    - Góry Bialskie (wchodzące w skład jednostki 332.61 Góry Złote) (cze. Bělské vrchy, niem. Bielengebirge)

  - Masyw Śnieżnika (332.62) (cz. Králický Sněžník, niem. Schneegebirge)
  - Góry Opawskie (332.63) (cz. Zlatohorská vrchovina, niem. Oppagebirge)
  - Wysoki Jesionik (cz. Hrubý Jeseník, w Czechach, niem. Altvatergebirge albo Hohes Gesenke)
  - Niski Jesionik (cz. Nízký Jeseník, w Czechach, niem. Gesenke albo Niederes Gesenke; jego częścią są Góry Odrzańskie (cz. Oderské vrchy), traktowane czasami jako odrębny mezoregion).